# بركة ماه بانو
بركة ماه بانو (بالفارسية:بركه ماه بانو، أيضاً يُكتب بالتهجئة اللاتينية Berkeh-ye Māh Bānū) هي قرية إيرانية تقع في قسم لامرد الريفي في البلدة المركزية في مقاطعة لامرد، محافظة فارس، إيران. بلغ عدد سكانها حسب تعداد عام 2006 حوالي 42 نسمة يشكّلون 8 أسرة.